# ニコン・エシロール
株式会社ニコン・エシロールは、東京都墨田区に本社のある、ニコンとエシロール（フランス）の合弁会社である。

## 製品
- 近視、遠視、乱視の矯正用の「単焦点レンズ」
- シニア・アイ（老視）矯正のための「二重焦点レンズ」と「境目のない遠近両用レンズ（累進屈折力レンズ）」
- プラスチックおよびガラス素材
- 標準屈折率1.50から、世界最高屈折率プラスチック1.74まで
- 無色レンズ、染色レンズ、偏光レンズ、調光レンズ（光の量により色が変わるレンズ）
- 補聴器